# Paya Unou
Paya Unou is een bestuurslaag in het regentschap Aceh Timur van de provincie Atjeh, Indonesië. Paya Unou telt 657 inwoners (volkstelling 2010).